# La Guerre des boutons (film, 2011)
Pour les articles homonymes, voir La Guerre des boutons.
Série La Guerre des boutons
La Guerre des boutons, ça recommence
(1994) La Nouvelle Guerre des boutons
(2011)
Pour plus de détails, voir Fiche technique et Distribution.
La Guerre des boutons est un film d'aventures français réalisé par Yann Samuell, sorti le 14 septembre 2011.
Il s'agit de la quatrième adaptation cinématographique du roman français éponyme de Louis Pergaud. C'est une comédie qui traite des thèmes de l'indépendance, de la solidarité, de l'enfance et du passage à l'âge adulte.

## Synopsis
En 1957, deux bandes de garçons de différents villages, les Longevernes, menés par le chef Lebrac, et les Velrans, menés par le chef Aztec, se livrent une guerre dont le butin est constitué par les boutons des adversaires.

## Fiche technique
Sauf indication contraire, les informations mentionnées dans cette section peuvent être confirmées par la base de données cinématographiques IMDb,  présente dans la section « Liens externes ».
- Titre français et québécois : La Guerre des boutons[1]
- Réalisation : Yann Samuell
- Scénario : Yann Samuell, d'après le roman éponyme de Louis Pergaud publié en 1912
- Musique : Klaus Badelt
- Décors : Pierre-François Limbosch[2]
- Costumes : Catherine Boisgontier[2]
- Photographie : Julien Hirsch
- Son : Olivier Goinard, Cyril Holtz, Niels Barletta
- Montage : Sylvie Landra
- Production : Marc du Pontavice et Matthew Gledhill

Production associée : Didier Lupfer
Coproduction : Jeremy Burdek, Nadia Khamlichi, Adrian Politowski et Gilles Waterkeyn
- Sociétés de production[3] : One World Films, Xilam et Umedia,
  - en association avec Coficup, Cofimage 23, La Banque Postale Images 5, Hoche Artois Images, uFilm et uFund
  - en coproduction avec TF1 Films Production, TF1 Droits Audiovisuels et Les Films du Gorak
- Sociétés de distribution : 
  - France : UGC Distribution
  - Suisse romande : Pathé Films
- Budget : 12 690 638 €[4]
- Pays d'origine :  France
- Langue originale : français
- Format[5] : couleur - 35 mm - 1,85:1 (Panavision)
- Genre : aventures
- Durée : 109 minutes
- Dates de sortie[6] :
  - France, Belgique : 14 septembre 2011[7]
  - Suisse romande : 21 septembre 2011[8]
  - Québec : 20 avril 2012[1]
- Classification[9] :
  - France : tous publics (conseillé à partir de 8 ans)[10],[11]
  - Belgique : tous publics (Alle Leeftijden)[7]
  - Suisse romande : interdit aux moins de 7 ans[12]
  - Québec : tous publics (G - General Rating)[1]

## Distribution
- Vincent Bres : William Lebrac
- Salomé Lemire : Lanterne
- Éric Elmosnino : Maître Merlin
- Mathilde Seigner : la mère de Lebrac
- Fred Testot : le père Simon
- Alain Chabat : Monsieur Labru
- Théo Bertrand : l'Aztec
- Tristan Vichard : Tigibus
- Tom Rivoire : Grangibus
- Louis Lefèbvre : Camus
- Victor Le Blond : Bacaillé
- Arthur Garnier : la Crique
- June Maitre : Octavie
- Paloma Lebeaut : la petite sœur de Lebrac
- Théo Fernandez : Papier mâché
- Matéo Faye : le velran prisonnier
- Christian Hecq : Zephirin
- Arno Feffer : le père de Lanterne
- Bastien Bouillon : Tintin
- Max Gody : un velran battu par Lanterne
- Emmanuelle Grönvold : l’inspectrice
- Sabine Heraud : la mère de l'Aztec
- Jacques Fonlupt : l'élève timoré.

## Production

### Tournage
- Certaines scènes ont été tournées en Haute-Vienne dans la ville de Rochechouart, et Saint-Junien. Certains jours, 75 enfants étaient présents sur le site du tournage[13].
- Le lieu principal du tournage est Chassenon, petit village de Charente.

### Faux raccord
- On peut remarquer quelques anachronismes, notamment des équipements que le réalisateur n'a pas pu sortir du champ de la caméra : par exemple, lors de la séquence du match de football, un poteau transformateur EDF moderne ; lors d'une scène dans la cour de récréation, une antenne parabolique fixée sur la cheminée d'une maison mitoyenne de l'école ; un véhicule utilitaire Tube Citroën Type H a le haut des ailes arrière droit, alors que ces ailes ne sont apparues qu'en 1969 : auparavant, elles avaient un profil cintré.
- Le film se déroule pendant la guerre d'Algérie (1954-1962), qui tient une place notable en arrière-plan (séquence projetée aux élèves sur ce sujet, appelé en permission, qui évoque la mort d'un autre appelé).
- Une date plus précise est donnée par l'ardoise de photo de classe « 1956-1957 ».

## Distinctions
Entre 2011 et 2012, La Guerre des boutons a été sélectionné 5 fois dans diverses catégories et a remporté 1 récompense.

### Récompenses
- Gérard du cinéma 2012 : Gérard du film décerné à Yann Samuell.

### Nominations
- Festival du film français d'Helvétie 2011 : Journée rouge pour Yann Samuell.
- Trophées du Film français 2012 : nommé au Trophée du public (élu par les internautes des sites du groupe TF1) pour Yann Samuell.

### Sélections
- De la page à l'image - Festival du film du Croisic 2011 : Longs métrages - Hors-compétition pour Yann Samuell.

## Autour du film
- Domaine public :
  - Quatrième adaptation du roman de Pergaud, le film sort une semaine seulement avant La Nouvelle Guerre des boutons de Christophe Barratier. Ces deux sorties de 2011 coïncident avec le fait que le roman La Guerre des boutons de Louis Pergaud, paru en 1912, tombe dans le domaine public[15] ;
  - Différents médias ont expliqué pourquoi cette année-là (2011), les droits patrimoniaux des œuvres de Louis Pergaud n'étaient plus soumis aux droits d'auteur[16],[17] ;
  - La célèbre réplique « Si j'aurais su, j'aurais pas venu » vient du film d'Yves Robert de 1962 (et non du roman de Louis Pergaud de 1912) ; elle est donc soumise aux droits d'auteur. Les sociétés de production des deux films, ont essayé d'acheter aux ayants-droit d'Yves Robert cette réplique, sans succès[18] ;
  - Selon L'Obs, dès que le producteur Thomas Langmann apprit que La Guerre des boutons de Louis Pergaud tombait dans le domaine public, il « commanda à toute vitesse un scénario », puis remporta « in extremis les financements de Canal+ » dans le but « pulvériser le projet concurrent » (La Guerre des boutons de Yann Samuell)[19].
- Lors de certaines séquences, ainsi que durant la bande annonce du film, passe la marche britannique Colonel Bogey March rendue célèbre en France par le film Le Pont de la rivière Kwaï.
- Le film projeté dans l'église est Les Aventures de Robin des Bois avec Errol Flynn. Deux scènes sont visibles, la scène du baiser au balcon et le combat final. Ces scènes sont dans le film original, séparées de plusieurs minutes.
- Le film fut récompensé du Gérard du plus mauvais film en 2012, ex æquo avec La Nouvelle Guerre des boutons.

#### Cinéma
Autres adaptations du roman de Louis Pergaud :
- La Guerre des gosses de Jacques Daroy et Eugène Deslaw en 1936.
- La Guerre des boutons d'Yves Robert en 1962.
- La guerre des boutons, ça recommence, film britannique de John Roberts en 1994, qui se déroule en Irlande.
- La Nouvelle Guerre des boutons de Christophe Barratier en 2011 également.